# 백합초등학교
백합초등학교는 대한민국 울산광역시 남구에 있는 초등학교다.

## 학교 연혁
- 1996. 02. 05 백합초등학교 설립 인가
- 1996. 09. 01 삼신초등학교에서 분리 개교 (18학급)
- 2003 ~ 2004 교육인적자원부 지정 방과후학교 연구학교 운영
- 2005 ~ 2007 학교 숲 시범학교 운영
- 2007. 11. 21 울산광역시교육청 학교혁신종합평가 최우수학교 선정
- 2008 ~ 2009 울산광역시교육청 지정 에너지절약 정책연구학교 운영
- 2009. 07. 07 다목적강당(체육관)개관
- 2010 ~ 2011 울산광역시교육청 지정 체육영재정책연구학교 운영
- 2011. 09. 01 제6대 이은주 교장 취임
- 2014. 02. 21 제18회 졸업 158명(3,916명)
- 2014. 03. 01 32학급 편성(796명)